# Isometopus intrusus

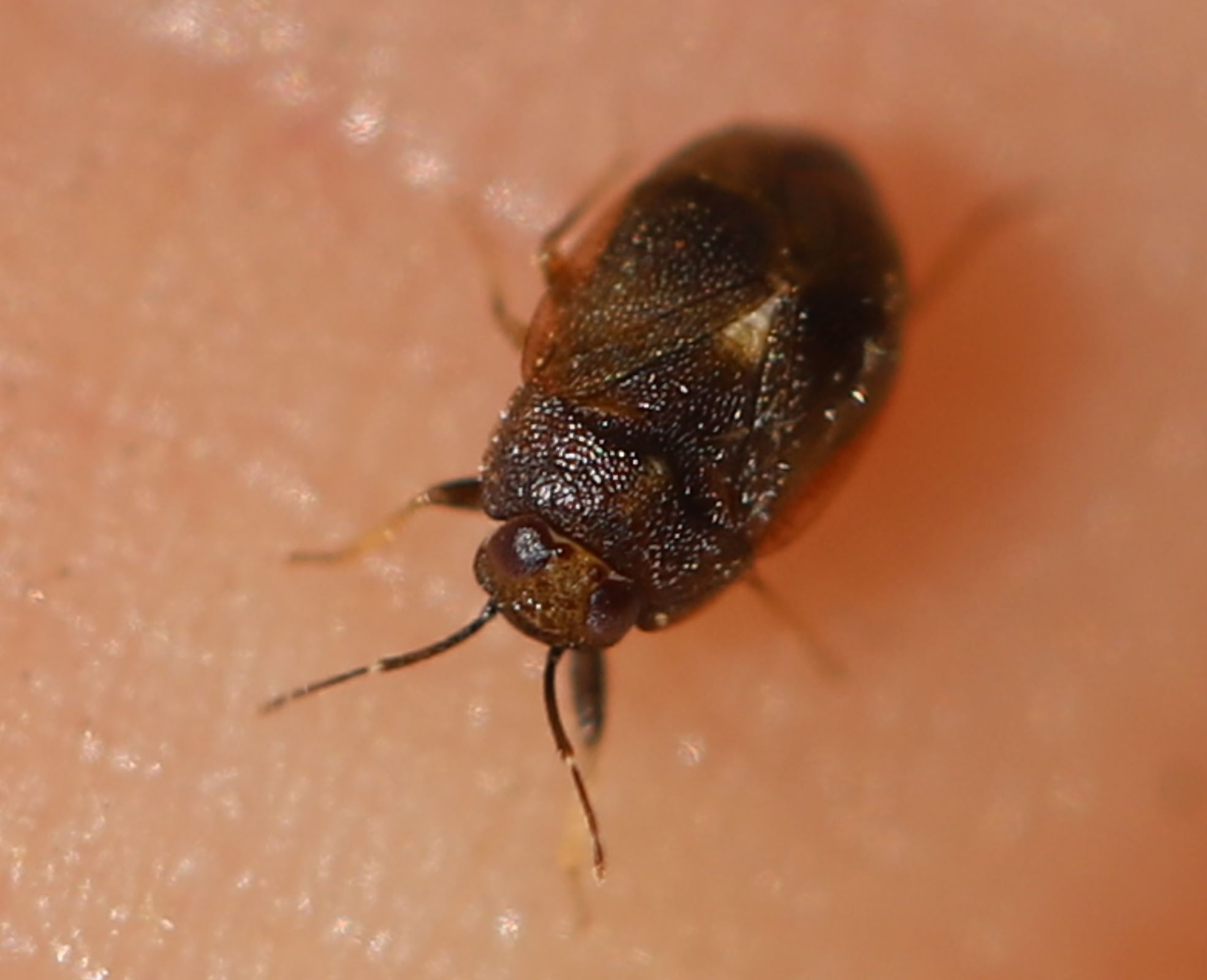
Frontansicht

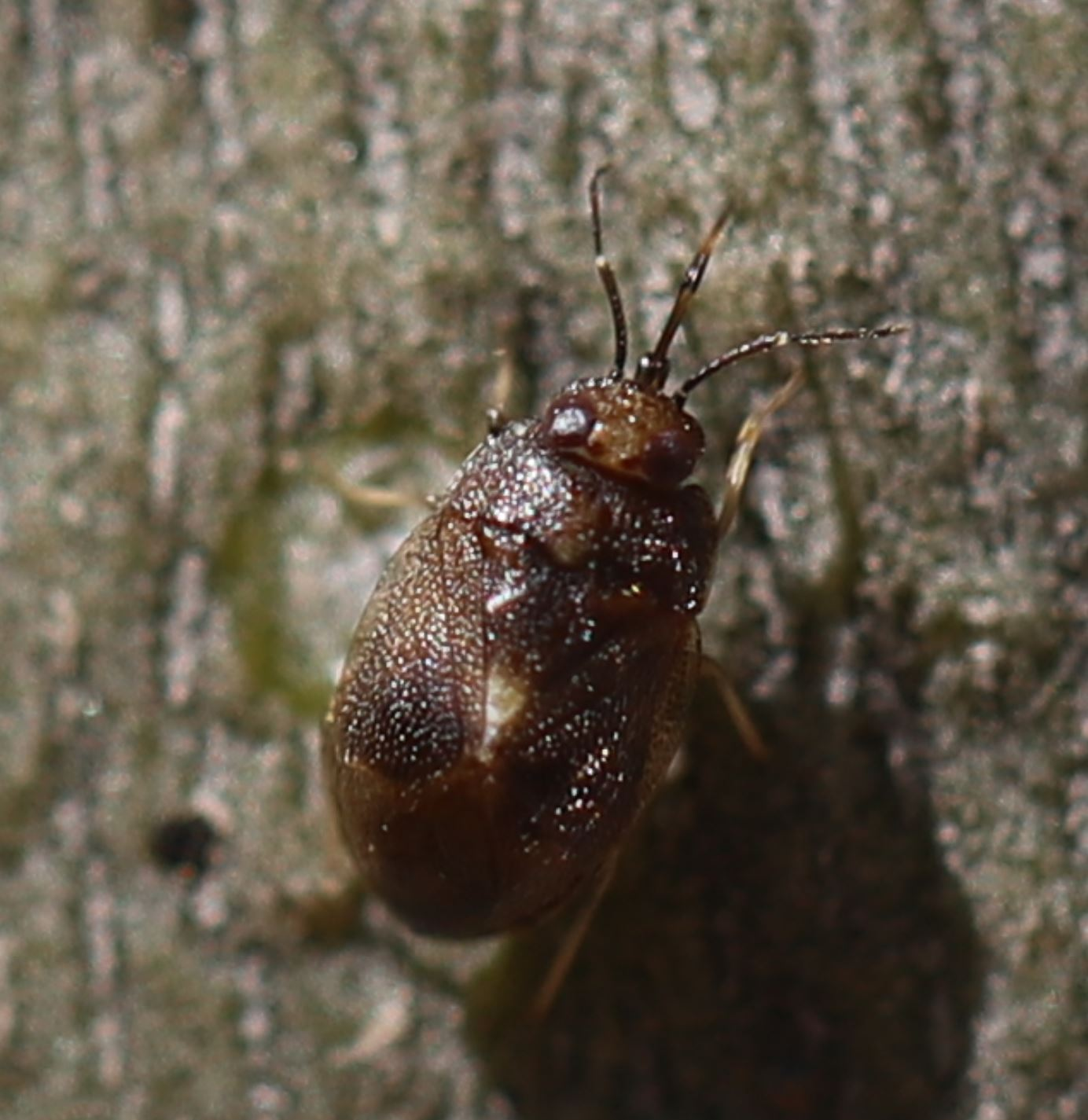
Wanze mit ausgestrecktem Rostrum (Rüssel)

Isometopus intrusus ist eine Wanze aus der Unterfamilie der Isometopinae innerhalb der Weichwanzen (Miridae). Sie ist eine von zwei Arten der Gattung Isometopus, die in Mitteleuropa vorkommen.

## Merkmale
Die Wanzen sind 2,7–4,0 Millimeter lang. Die ovalförmigen Wanzen sind bräunlich gefärbt. Die relativ großen Facettenaugen befinden sich am Hinterrand des abgeplatteten Kopfes. Dazwischen befinden sich die Ocelli (Punktaugen). An der Spitze des Scutellums (Schildchen) befindet sich ein weißer Fleck. Der äußere Rand des Coriums ist transparent. Die Beine sind hellbraun, lediglich die vorderen Femora sind verdunkelt. Die Fühler sind 4-gliedrig.
Die weißlich-grauen oder grünlichen Larven sind ovalförmig und flach. Die Augen sind ähnlich wie bei den Imagines auf der hinteren Kopfoberseite platziert.

## Verbreitung
Isometopus intrusus kommt in Mittel- und Südeuropa vor. Im Norden reicht das Vorkommen bis in die Norddeutsche Tiefebene. In Polen gibt es einzelne Funde der Art, beispielsweise im Nationalpark Kampinos. Im Süden reicht das Vorkommen bis nach Nordafrika, im Osten bis in die Ukraine und nach Kleinasien. Die Wanzen findet man recht selten.

## Lebensweise
Die Wanzen leben an den Stämmen sowie im Kronenbereich an den Ästen verschiedener Laubbäume, insbesondere an Linden (Tilia), an Apfelbäumen (Malus) sowie an Eschen (Fraxinus). Dort ernähren sie sich räuberisch von borkenbewohnenden Kleintieren wie Staub-, Schild- und Blattläusen. Zu ihrem Beutespektrum gehören dabei neben deren Imagines und Larven auch deren Eier. An Apfelbäumen findet man die Wanzen meist zusammen mit der aus Nordamerika eingeschleppten Apfelblutlaus (Eriosoma lanigerum).
Die Wanzenart überwintert als Ei. Sie bildet eine Generation im Jahr aus. Die Larven beobachtet man im Mai und Juni. Ende Juni erscheinen die ersten Imagines. Im Juli kann man die Wanzen am häufigsten beobachten. Im August und Anfang September findet man nur noch Weibchen.